# カンブレーの聖母
『カンブレーの聖母』（カンブレーのせいぼ（仏: Vierge de Cambrai または 仏: Notre-Dame de Grâce））は、1340年ごろに描かれた作者未詳の絵画。後期ビザンチン美術様式の作風で、おそらくはシエナ派の画家の作品であり、慈愛の聖母とよばれる、幼児キリストに頬を寄せる聖母マリアという構図で描かれている。1300年ごろにトスカーナで描かれた絵画作品がもとになっているとされる『カンブレーの聖母』は、1440年から1450年ごろにフィレンツェで制作された彫刻作品と同様に、15世紀の芸術家たちに広く影響を与えた。14世紀から15世紀にかけて、イタリアや北方ヨーロッパの画家たちに何度も模写された作品で、とくにフィリッポ・リッピが1447年に描いた『玉座の聖母 (en:Madonna and Child Enthroned (Filippo Lippi))』が有名である。
1450年に、神聖ローマ帝国の一部でブルゴーニュ公が統治していたカンブレーに持ち込まれ、現在でもカンブレー大聖堂が所蔵している。当時の民衆から、芸術家の守護聖人である聖ルカが描いた聖母マリアの肖像画をもとにして、この『カンブレーの聖母』が描かれたと信じられていた。このため、『カンブレーの聖母』は聖遺物であると見なされ、この作品を鑑賞するためにカンブレーを訪れる人々には、神が奇跡をもたらすといわれていた。
『カンブレーの聖母』が持つ美術史上の価値は極めて高い。伝統的なビザンチン美術と、クアトロチェント (en:Quattrocento) と呼ばれる1400年代のイタリア美術との掛け橋といえる作品であり、15世紀のネーデルラント美術（初期フランドル派）の作品にも大きな影響を与えている。オスマン帝国の侵攻により首都コンスタンティノープルが陥落すると、ブルゴーニュ公フィリップ3世は十字軍の派遣でオスマン帝国に対抗しようと企図した。フィリップ3世は、十字軍を募るための宴である「雉の饗宴 (en:Feast of the Pheasant)」を開催し、十字軍派遣に対する支援の一環として『カンブレーの聖母』の複製画制作をネーデルラントの画家たちが担当している。しかしながら、この十字軍遠征は実行に移されることはなかった。

## 外観

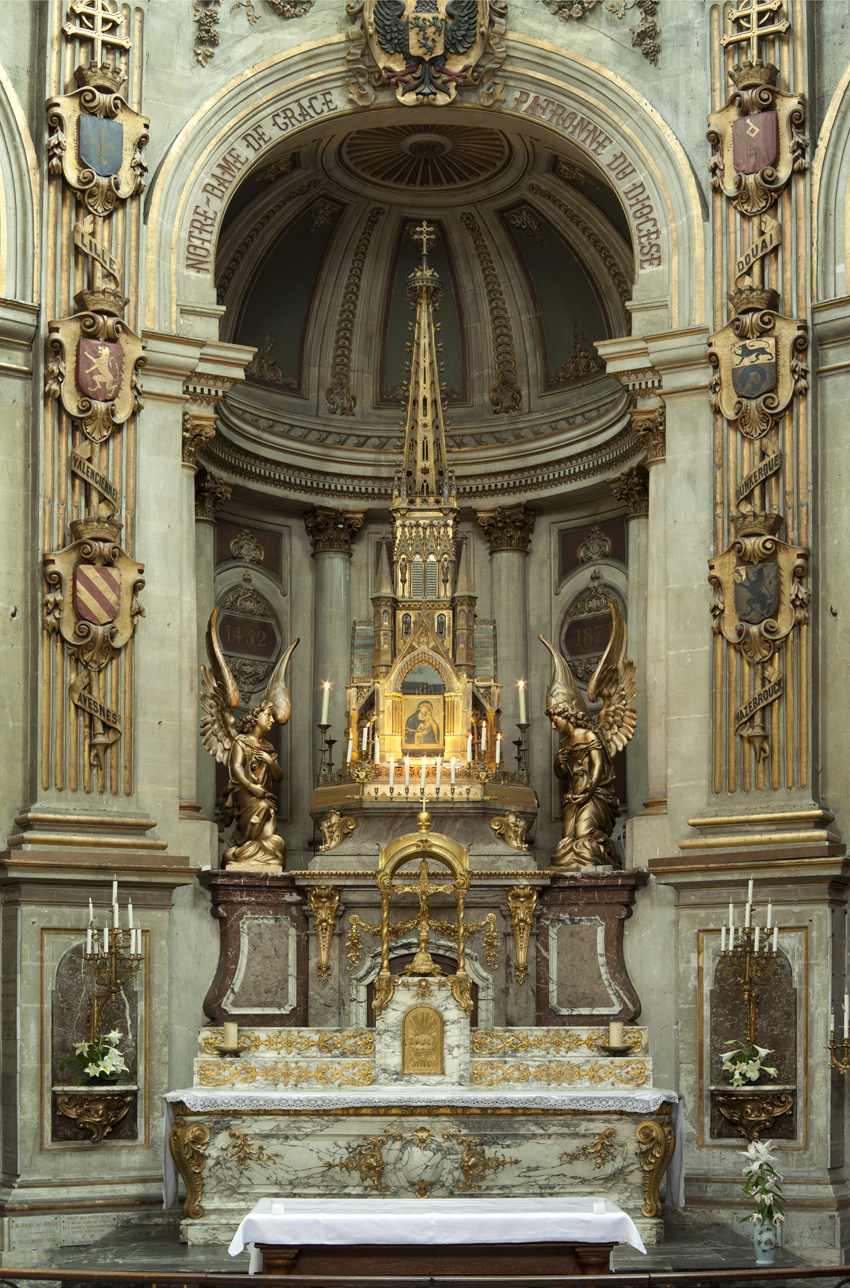
カンブレー大聖堂に安置されている『カンブレーの聖母』。聖母マリアはカンブレー教会区の守護聖人でもある。

『カンブレーの聖母』は、杉板にテンペラで描かれた板絵であり、近代になってから補強の板が裏打ちされている。大きさは35.5cm x 26.5cmで、後世に修復されている個所もあるが、保存状態はおおむね良好といえる。「MR, DI, IHS, XRS」という銘が描かれており、これはラテン語の「神の母とイエス・キリスト (Mater Dei, Jesu Christus)」を意味している。『カンブレーの聖母』の背景はビザンチン美術の宗教画に典型的な、金で箔押しされた華美なもので、マリアは金箔で縁どりされた青のローブを身にまとっている。キリストもビザンチン美術の典型的な聖母子像の様式で表現されており、乳幼児というよりは成人男性のように描かれている。その身体つきはがっしりとしており、現実の乳幼児よりもかなり大きく描写されている。
幼児キリストに頬を寄せる聖母マリアという母子の親密な描写から、「慈愛の聖母」の構図で描かれているといわれている。マリアの顔はキスをしているかのようにキリストの額と頬に寄り添い、その腕はキリストを優しく抱きかかえている。キリストの脚は片方が曲げられ、もう片方は真っすぐに伸びている。マリアの下から掲げられた右手は、マリアのあごをしっかりと握りしめている。『カンブレーの聖母』に見られるこのような親密な聖母子像は、伝統的なビザンチン絵画ではなく、後世のクアトロチェントに通じる様式となっている。
『カンブレーの聖母』がイタリアで描かれたと考えられている理由として「表情の繊細な描写、身体に沿って柔らかに表現された衣服のひだ、ラテン語の銘」と「精妙なパンチ処理で表現されたハロ（円光）」(en)の作風が挙げられている。イタリアで描かれた、様々に異なる多くのヴァージョンがあることから、一点の絵画作品をモデルにしてこれらのヴァージョンが描かれたとされている。とくに親密に描かれた人物像の「顔、抱擁の様子、幼児にしては小さな頭部に不自然なほど中心に偏った表情、そしてこれによりひどく額が長い印象を与える」といった点が共通している。

## 伝説と来歴

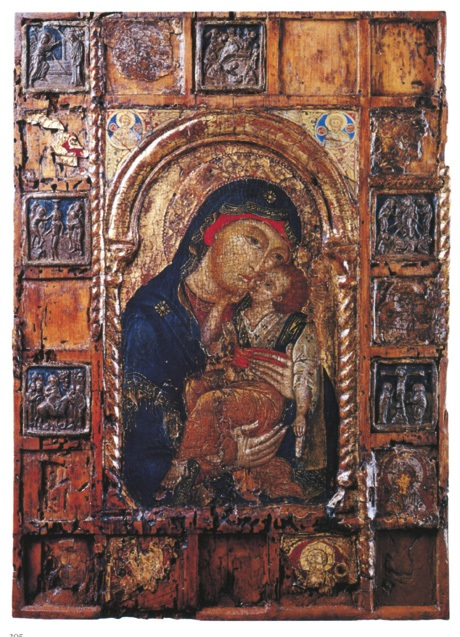
14世紀半ばにヴェネツィアで描かれた『慈愛の聖母』。

『カンブレーの聖母』はブロニー (en:Annecy-le-Vieux) の枢機卿ジャン・アラメ（1426年没）が購入し、後にその秘書のフルシー・ド・ブルイユに贈られた。1440年にローマでカンブレー司教座聖堂参事会員に任命されたド・ブルイユは、『カンブレーの聖母』を赴任先のカンブレーへ持参し、当地で聖ルカが描いた絵画を直接模写した作品だと信じられた。その後、1450年に現在のカンブレー大聖堂の前身である旧カンブレー大聖堂（en:Old Cambrai Cathedral）に譲られ、翌年の8月13日に大聖堂付属の正三位一体礼拝堂で盛大に挙行された聖母被昇天の前夜祭で大聖堂に安置された。公開された『カンブレーの聖母』は即座に熱烈な巡礼対象となり、当時の人々に新たなキリスト教的イメージとして受け入れられた。1453年には『カンブレーの聖母』を聖遺物として管理、崇敬するための団体が創設され、1455年からは8月15日の聖母被昇天の祝日を祝賀する行列と共に、町中を巡回するようになっていった。
いつしか『カンブレーの聖母』には、初期キリスト教徒たちが迫害されていたエルサレムで密かに信仰を集めていたという伝説が生まれた。『カンブレーの聖母』は、430年にビザンツ帝国皇帝アルカディウスの娘プルケリアに贈られ、その後コンスタンティノープルで公開されて数世紀にわたって大きな称賛を受けたとされた   。
当時『カンブレーの聖母』を拝観するために、カンブレーには数千人以上の巡礼者が訪れており、これら巡礼者の中にはブルゴーニュ公フィリップ3世（1457年）、ブルゴーニュ公子シャルル（1460年）、フランス王ルイ11世（1468年、1477年、1478年）といった王侯貴族も含まれていた。とくにフィリップ3世は、『カンブレーの聖母』にまつわる熱狂的な信仰に大きな役割を果たした。1453年にオスマン帝国の侵攻によりビザンツ帝国の首都コンスタンティノープルが陥落すると、フィリップ3世はコンスタンティノープル奪還のために新たな十字軍の遠征を考えた。十字軍を編成するキリスト教徒を糾合するために『カンブレーの聖母』を宗教的な象徴に用いようと企図し、多数の複製画を描かせたのである。
ビザンチン様式の聖母像と、イタリア人画家たちが描いた派生画は、1420年代のロベルト・カンピンとヤン・ファン・エイクを嚆矢とする、北方ヨーロッパの初期フランドル派の芸術家たちに広く影響を与えている。当時の北方ヨーロッパでは交易が盛んになるとともに、信仰、原罪からの救済が求められており、それらを身近なものにする宗教的芸術品の需要が高まっていた。『カンブレーの聖母』から明らかな影響を受けた初期フランドル派の画家として、1454年に3点の複製画を描いたペトルス・クリストゥスや、ロヒール・ファン・デル・ウェイデン、ディルク・ボウツ、ヘラルト・ダフィトらの名前が挙げられる。ただし、一般的に初期フランドル派の画家たちは、人物像をありのままに描くことに注力していた。『カンブレーの聖母』に影響を受けているとはいえ、初期フランドル派の作品に描かれた聖母子像は、より写実的な作風で表現されている。

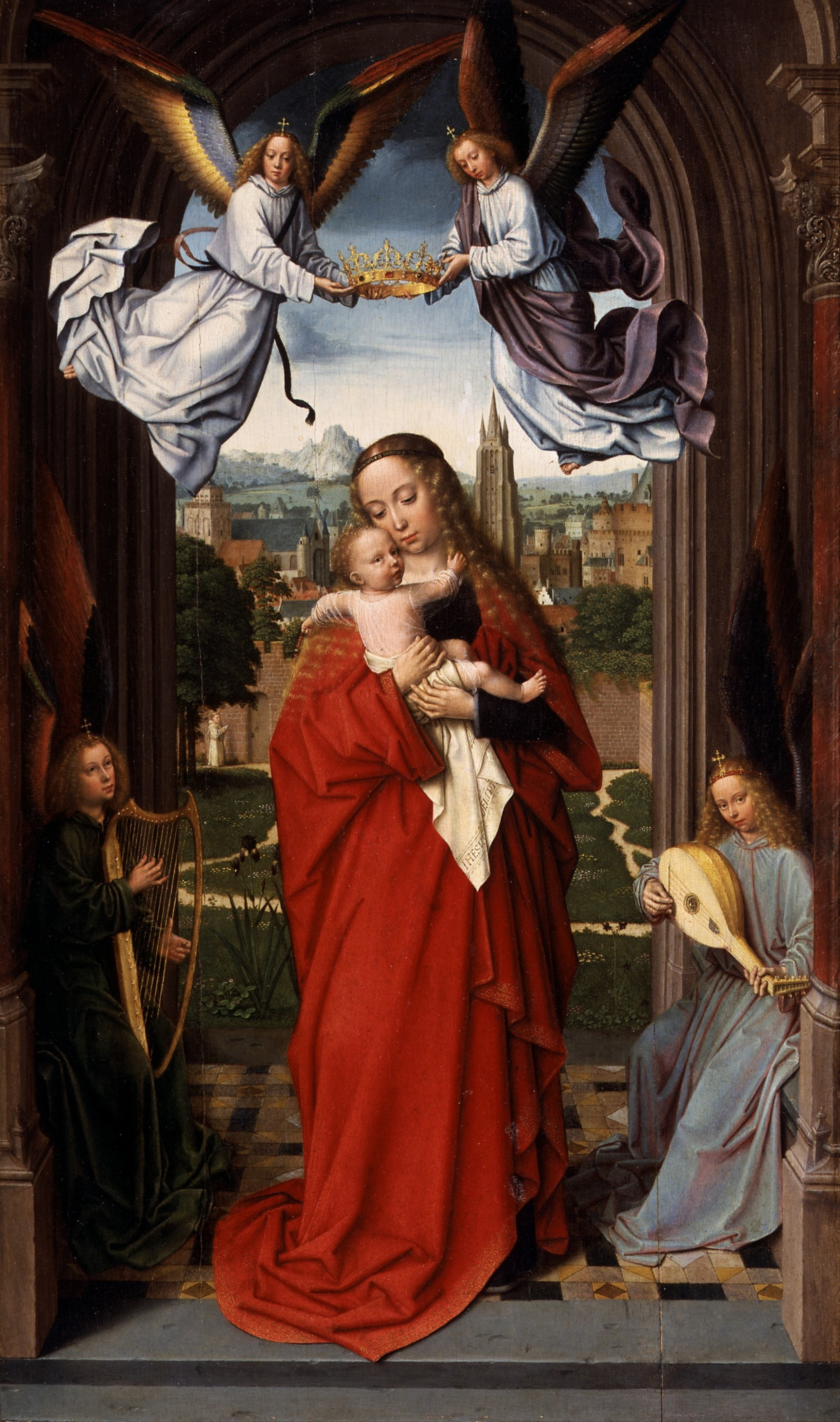
ヘラルト・ダフィトが1510年から1515年頃に描いた『聖母子と4人の天使』。63.2 cm × 39.1 cm, メトロポリタン美術館。

『カンブレーの聖母』の複製画が大量に制作されたのは、前述のフィリップ3世による十字軍遠征計画の時期が最初である。1439年から1479年にかけてカンブレー教区司教の任にあったのは、ジャン・ド・ブルゴーニュ (en:John of Burgundy, Bishop of Cambrai) だった。ジャンはフィリップ3世の異母弟（ブルゴーニュ公ジャン1世の非嫡出子）にあたる人物で、1455年6月にはカンブレー司教座聖堂参事会が『カンブレーの聖母』の12点の複製画を、12フランドルポンドの代金でハイネ・ファン・ブリュッセルに描かせている。この時に描かれた複製画のうちの1点が、ミズーリ州カンザスシティのネルソン・アトキンス美術館が所蔵する聖母子像だといわれている。ヒューストン美術館が所蔵するロヒール・ファン・デル・ウェイデンの聖母子像と同じく、『カンブレーの聖母子』を初期フランドル派の作風へと昇華して描かれている。聖母マリアの顔は当時の初期フランドル派の様式で描かれ、身体描写もより正確に表現されている。『カンブレーの聖母』に比べると、両作品ともにマリアの視線をかなり改変しており、その眼差しは幼児キリストを見つめ、画面外の鑑賞者には目を向けてはいない。
ペトルス・クリストゥスが描いた3点の複製画は、エタンプ伯ジャンの依頼で制作された。ジャンはフィリップ3世の父方の従弟であり、1424年に未亡人だったジャンの母ボンヌが、フィリップ3世と再婚したことから義理の息子にもあたる。ジャンの実父ルテル伯フィリップは、アジャンクールの戦いで1415年に戦死していた。当時のジャンはカンブレー大聖堂の教区委員兼評議員も務めていた。ハイネ・ファン・ブリュッセルとクリストゥスが描いた複製画群は、おそらく宮廷人たちに分配されたとされている。フィリップ3世の十字軍遠征のための資金集め、あるいは、すでに資金集めに協力していた宮廷人たちに対する報酬だったと考えられている。エタンプ伯ジャンが描かせた3点の複製画の代金が20フランドルポンドだったのに比べて、カンブレー教区司教ジャンが描かせた12点の複製画の代金は1点あたりわずか1フランドルポンドに過ぎない。この価格差が何に起因するものなのかについて、学者たちが様々な議論を起こしている。
現在はヘント美術館が所蔵している、初期フランドル派の細密画家シモン・ベニング (en:Simon Bening) が1520年頃に描いた『聖母子像』のミニアチュールには、『カンブレーの聖母』の後期複製画の特徴が見られるといわれている。以降の時代に制作された複製画にもベニングの作品からの影響が見られ、オリジナルの『カンブレーの聖母』よりも写実的な作風になっていた。これらの複製画には描かれた時代に応じた特徴的な作風が見られる。クレタ派 (en:Cretan School) の画家たちが描いた『聖母子像』のイコンは安価であり、ギリシアあるいはラテン様式であることが明記されたこれらのイコンが大量にヨーロッパ中に流通していた。